# Charles Théophile Demory
Pour les articles homonymes, voir Demory.
Charles Théophile Demory ou Charles Demory, né le 7 octobre 1833 à Arras (Pas-de-Calais) et mort dans la même ville le 11 décembre 1895, est un peintre français.

## Biographie
Charles Théophile Demory naît le 7 octobre 1833 à Arras,. Il est le fils de Louis-Théophile-Auguste Demory, professeur à l'école académique et communale de dessin et au couvent des Ursulines d'Arras, également restaurateur de tableaux, et de Flavie Polixine Euphémie Herbet.
Il est élève de son père avant d'arriver à Paris où il épouse Aimée Marie Humez en 1861.
Admis en 1855 à l'École des beaux-arts de Paris dans l'atelier de Léon Cogniet, il se forme cependant principalement par l'étude rigoureuse des maîtres, ce dont témoignent ses copies des tableaux du musée du Louvre. Il expose au Salon de Paris de 1868 à 1884,.
Paysagiste et portraitiste, il devient ensuite professeur à l'École académique d'Arras.
Il meurt à son domicile le 11 décembre 1895.

## Publications
- Causes de la décadence de la peinture religieuse, Arras, Imprimerie de Brissy, 1854[9]. On en trouve également le texte intégral dans Congrès scientifique de France - Vingtième session ouverte à Arras le 23 août 1853 - Tome deuxième, Arras, Topio libraire et Paris, Deroche libraire, 1854, pp. 318-333.
- Biographie de Dominique Doncre avec appréciation des principaux ouvrages qu'il a produits, Académie des sciences, lettres et arts d'Arras, 1853[10].

## Réception critique
« Il est moins à l'aise dans le genre pseudo-historique que dans les toiles qu'il enverra jusqu'en 1884 : des intérieurs bretons, des paysages, des scènes normandes de paysans et de pêcheurs. Un art assez grave qui montre chez Demory de la force, de l'accent et le plaisir évident de voir et de peindre. L'artiste laisse aussi quelques toiles d'humeur plus légère et toujours peintes avec soin, sur les à-côtés pittoresques et familiers des manœuvres militaires. »

— Gérald Schurr

« Après avoir peint des œuvres dans un genre pseudo-historique comme Garde suisse du pape à la fin du XVIe siècle, il se spécialise rapidement dans la peinture de paysans et pêcheurs de la Normandie maritime comme le montre La récolte du varech. »

— Dictionnaire Bénézit

## Collections publiques

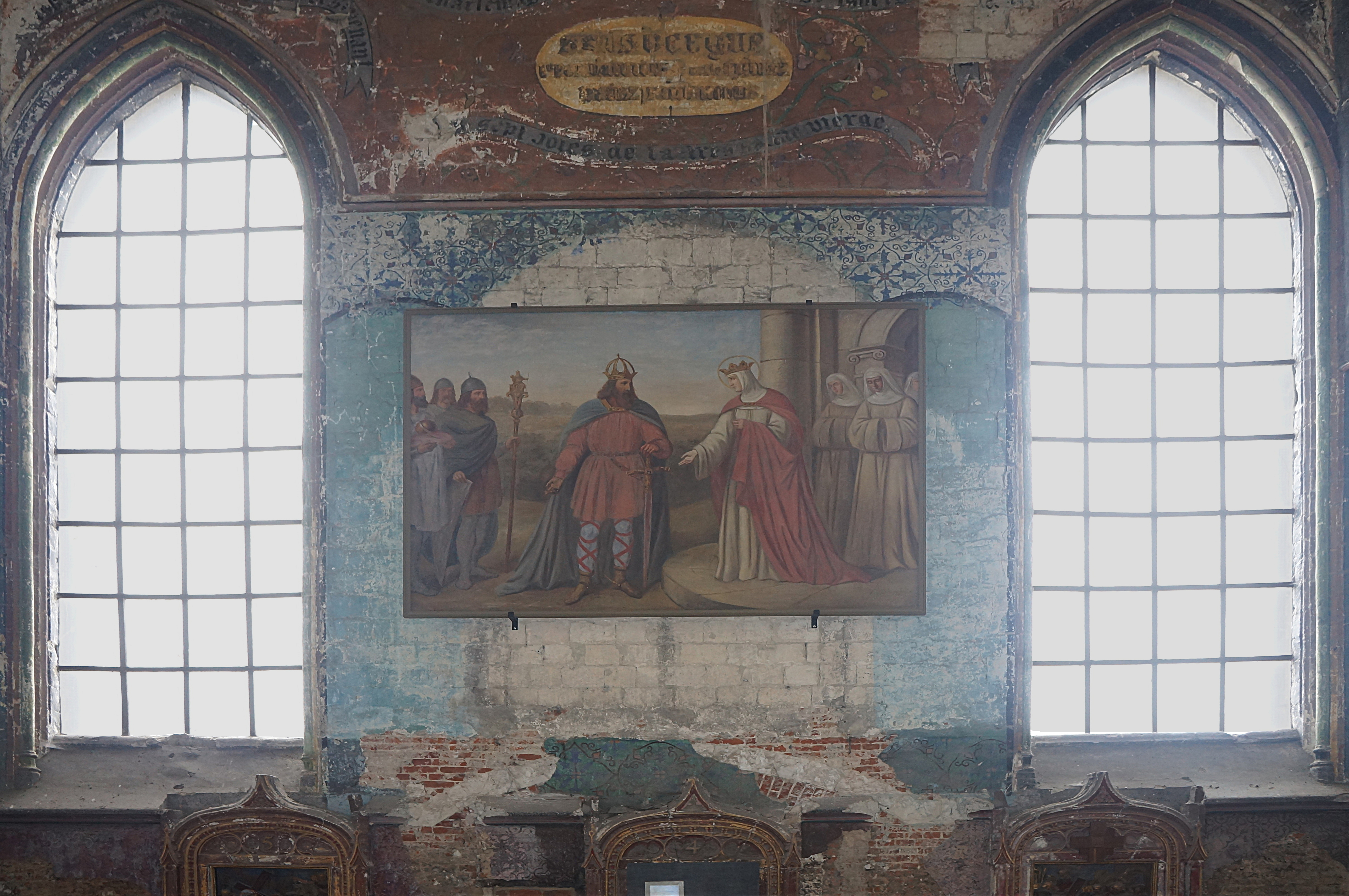
Charlemagne rend visite à sa sœur Sainte Isebergue, Aire-sur-la-Lys, collégiale Saint-Pierre.

- Aix-en-Provence, sous-préfecture : Impératrice Eugénie, d'après Franz Xaver Winterhalter, huile sur toile, 241 × 155 cm, dépôt du Centre national des arts plastiques[11].
- Aire-sur-la-Lys, collégiale Saint-Pierre :
  - Charlemagne rend visite à sainte Isebergue, huile sur toile ;
  - Sainte Isebergue reçoit de saint Venant le conseil de se consacrer à Dieu, huile sur toile[12].
- Arras, musée des Beaux-Arts :
  - Le Radeau de La Méduse, d'après Théodore Géricault, huile sur toile[7] ;
  - Intérieur breton, 1876, huile sur toile, 100 × 164 cm.
- Le Mans, musée de Tessé : L'Attente, huile sur toile, 64 × 44 cm.

## Récompenses et distinctions
- Officier de l'Instruction publique, 1889[13].
- Médaille d'or du concours d'histoire de l'Académie des sciences, lettres et arts d'Arras, 1852-1853[10].

## Hommages
- Une rue de Sainte-Catherine porte le nom de Charles Demory.